# Bataille de Palmyre (mars 2016)
Pour les articles homonymes, voir bataille de Palmyre.
Guerre civile syrienne
Batailles
La deuxième bataille de Palmyre a lieu lors de la guerre civile syrienne. L'offensive est lancée le 7 mars 2016 par le camp loyaliste qui regroupe l'armée arabe syrienne, des milices chiites irakiennes, libanaises et afghanes, les Gardiens de la révolution islamique et les forces spéciales et aériennes de la Russie. Les loyalistes entrent dans la ville le 24 ou le 25 mars et la reprennent à l'État islamique le 27 mars 2016.

## Forces en présence
Le 7 mars 2016, l'armée arabe syrienne lance une offensive dans le but de reprendre Tadmor — ou Palmyre — aux djihadistes de l'État islamique, qui s'étaient emparés de la ville le 21 mai 2015,. Selon l'OSDH lorsque la bataille s'engage, Tadmor ne compte plus que 15 000 habitants, sur 70 000 avant le début du conflit. L'armée syrienne engage les Forces du Tigre du général Souheil al-Hassan, Liwa Suqour Al-Sahara, la 67e brigade, la 18e division blindée, le PSNS, les Brigades du Baas, Quwat al-Jalil et des milices des Forces de défense nationale. Plusieurs milices chiites participent également aux combats ; le Hezbollah, le Harakat Hezbollah al-Nujaba, les Kataeb Hezbollah, les Brigades de l'imam Ali et l'Organisation Badr,. Ces forces sont renforcées à partir du 18 mars par les « Marines syriens » (Fouj Al-Mughawayr Al-Bahir) et à partir du 21 mars par des troupes iraniennes du Corps des Gardiens de la révolution islamique et par les miliciens afghans de la Brigade des Fatimides. Les forces d'infanterie, initialement au nombre de 5 000  à   5 500 hommes, ensuite élevées à 6 000 le 21 mars, sont soutenues par les avions et les hélicoptères russes et syriens,. La Russie engage aussi les spetsnaz, ses forces spéciales, principalement pour des missions de repérages et de pointages de cibles. Pendant les combats, l'aviation américaine engagée au sein de la coalition effectue également quelques frappes aériennes contre des positions de l'EI dans la région de Palmyre,,,,.

## Déroulement

Situation à Palmyre au matin du 26 mars :
Zone contrôlée par le régime syrien et ses alliés
Zone contrôlée par l'État islamique

Le 11 mars, la ligne de front passe à 7 kilomètres de la ville. Du 10 au 14 mars, les forces loyalistes avancent de quatre kilomètres,. Le 15 mars, elles parviennent à s'emparer des collines de Hayal, au sud-ouest de Tadmor, dominant la ville,. L'armée syrienne se trouve alors à 4 kilomètres au sud et à l'ouest de Palmyre. Le 17, les djihadistes lancent une contre-attaque pour tenter de reprendre les collines,.
Le 14 mars, Vladimir Poutine annonce le retrait d'une partie des forces russes en Syrie, mais l'aviation poursuit ses frappes en soutien à l'offensive loyaliste. Le 18 mars, le ministère russe de la Défense déclare que l'aviation russe mène 20 à 25 raids aériens par jour pour appuyer les forces loyalistes,. L'agence Amaq, liée à l'État islamique, affirme de son côté que cinq soldats russes ont été tués dans les combats à Palmyre les 16 et 17 mars, pour l'OSDH au moins un soldat russe est mort dans ces combats,. Le 18 mars, l'EI affirme également avoir tué six soldats de l'armée syrienne et plusieurs combattants du Hezbollah.

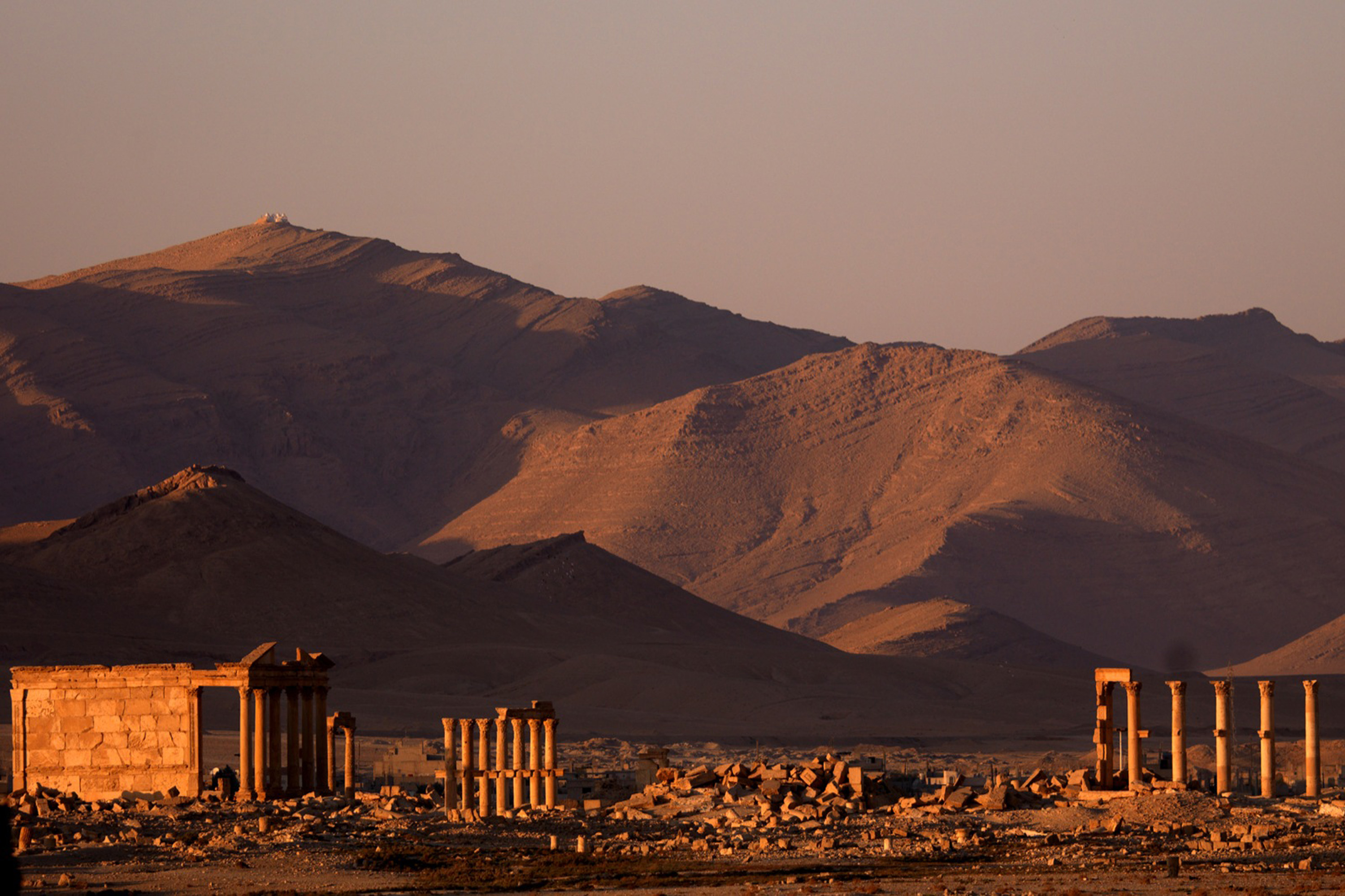
Les collines d'Al-Hayyal, surplombant le site de Palmyre, au sud-ouest de Tadmor.

Le 21 mars, les forces loyalistes lancent une nouvelle offensive sur Palmyre, mais elles sont repoussées par les djihadistes, quatre kilomètres avant d'atteindre l'ouest de la ville. Selon l'OSDH, au moins 26 « marines syriens » seraient morts. Le media pro-Assad Al Masdar attribue la plupart des pertes à un tir fratricide russe, tandis que l'agence Amaq de l'EI affirme que 30 miliciens du régime ont été tués par un kamikaze. Selon l'OSDH, à la date du 21 mars, les forces aériennes russes et syriennes ont effectué 800 frappes à Palmyre. Du 22 au 25 mars, 146 frappes sont encore menées selon Moscou.
Le matin du 23 mars, les forces loyalistes sont à deux kilomètres du côté sud de la ville et à cinq kilomètres du côté ouest. Elles prennent le contrôle du « triangle de Palmyre », une région au sud-ouest de la ville, et coupent les routes de Damas et de Homs, ne laissant aux djihadistes qu'une seule route d'approvisionnement, à l'est. L'État islamique envoie des renforts depuis Deir ez-Zor, mais la colonne subit des frappes des forces aériennes,.
Le matin du 24 mars, les combats ont lieu à 2 kilomètres de Palmyre,. Les djihadistes appellent dans des haut-parleurs la population à évacuer la ville. Dans la soirée, une tempête de sable s'abat à Palmyre et ses environs, limitant les interventions aériennes,. Les forces loyalistes progressent lentement à cause de la présence de nombreuses mines mais arrivent aux abords de Tadmor par le nord-ouest et le sud-ouest,,,,,,,. Elles prennent notamment le palais de Moza, qui appartenait à la famille royale du Qatar et était devenu un terrain d'entraînement pour les combattants de l'EI. La coalition effectue également une frappe aérienne le même jour près de Palmyre,,,,.

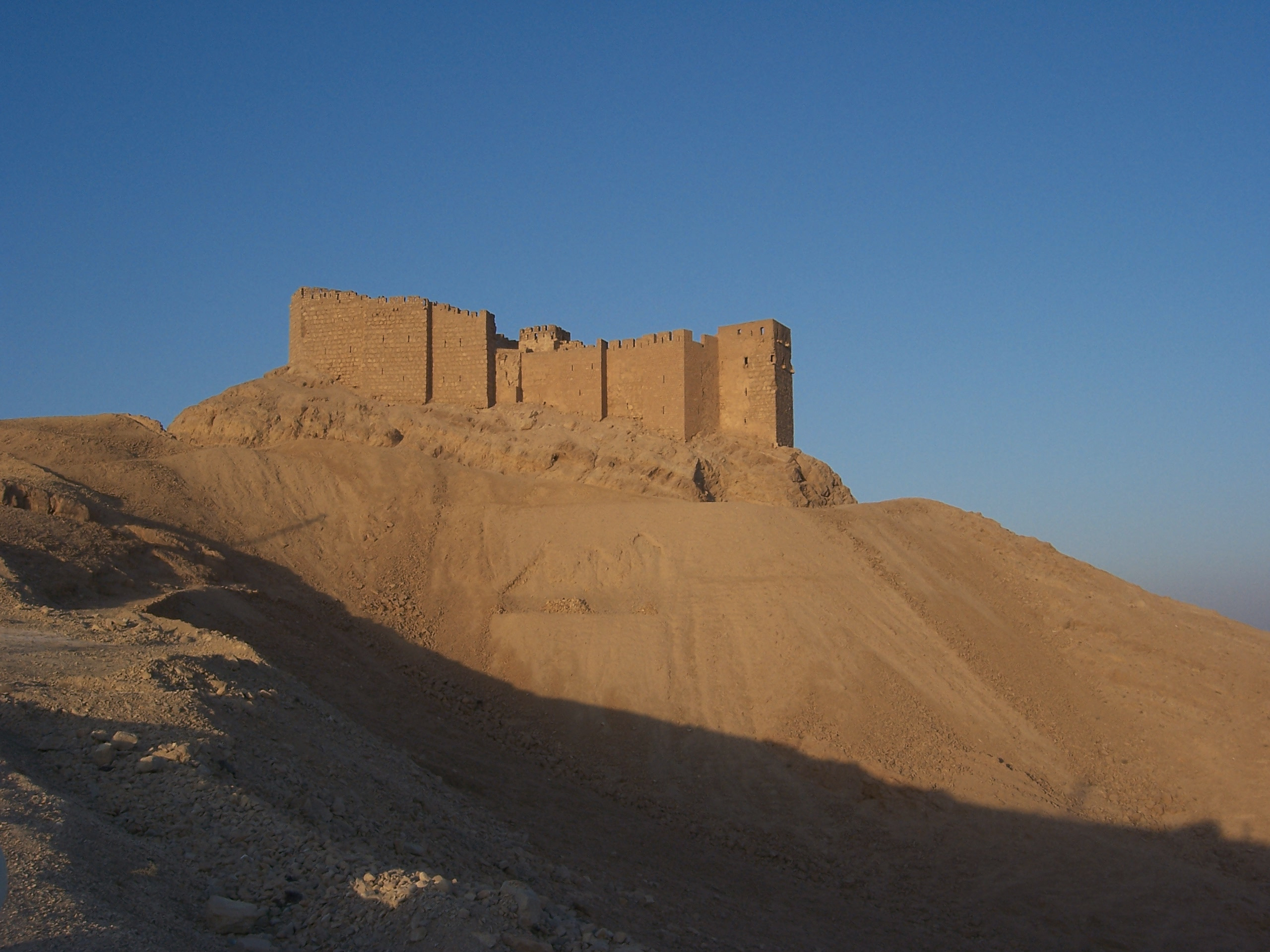
Le château Qalat ibn Maan en 2008. Il est repris à l'État islamique le 26 mars 2016.

Le 25 mars, les combats ont lieu près de l'hôtel Semiramis, à l'entrée ouest de Tadmor, près des ruines antiques. Dans la matinée, les loyalistes reprennent également le château Qalat ibn Maan, à environ cinq kilomètres à l'ouest de la ville,,,. Ils prennent également la Vallée des tombeaux et le quartier des hôtels et arrivent dans l'après-midi à quelques centaines de mètres du site antique,. La citadelle retombe entre les mains des djihadistes avant d'être à nouveau reprise par les loyalistes le matin du 26 mars,.
Le matin du 26 mars, les forces du régime syrien s'emparent de la localité d'al-Amariyah, au nord de Palmyre. À la fin de la journée, elles contrôlent la moitié de Palmyre.
Durant la nuit du 26 au 27 mars, la ville de Palmyre est presque totalement reprise par les forces loyalistes, y compris le site antique et les quartiers résidentiels. Selon l'OSDH, les chefs de l'État islamique donnent l'ordre à leurs troupes de quitter la ville, mais quelques combattants auraient refusé, décidés à poursuivre le combat. Les djihadistes se replient vers As-Sukhnah au nord-est et tiennent encore Al-Alianiyé, 60 kilomètres plus au sud. Quelques combats ont encore lieu en début de journée dans le nord et le nord-est de la ville, et à l'aéroport militaire, au sud-est. De leur côté, les unités d'ingénierie commencent à désamorcer les mines et les bombes, notamment à l'intérieur du site antique,,,,. Selon l'OSDH, dans l'après-midi des combats ont toujours lieu à l'est et au nord-est de l'aéroport contre une trentaine de djihadistes décidés à combattre jusqu'à la mort. Six djihadistes mènent des attaques-suicides en fin de journée, trois avec des véhicules piégés et trois autres avec des ceintures explosives.
Le 28 mars, des combats ont encore lieu au nord-est de Palmyre et quelques combattants de l'EI seraient encore à l'intérieur de la ville.

## Pertes
Selon l'OSDH, 32 djihadistes de l'EI sont tués les 10 et 11 mars par les frappes russes dans les environs de Palmyre,,, ainsi que 26 civils tués dans une frappe contre un bus sur la route de Raqqa à Damas. Le 19, au moins 70 frappes aériennes russes et syriennes ciblent Tadmor, tuant au moins 18 combattants de l'EI,. L'OSDH recense également la mort de 26 soldats du régime le 21 mars, dont un commandant de bataillon,, de 40 djihadistes et 9 soldats du régime le 23 mars et de 24 djihadistes et 18 loyalistes le 25 mars. Le 24 mars, l'OSDH rapporte également qu'au moins 200 djihadistes de l'EI ont été tués depuis le début de la bataille. Au matin du 27 mars, le bilan est selon l'OSDH d'au moins 188 morts pour les forces pro-régime et au moins 400 tués dans les rangs de l'EI. Le 28 mars, le bilan de l'OSDH passe à 417 morts recensés du côté de l'EI et 194 tués du côté des forces pro-régime.
Al Masdar, un média pro-Assad, donne pour l'armée syrienne et ses alliés un bilan de 38 morts dans les combats du 11 au 14 mars, 23 morts le 16 mars, 17 morts et 26 blessés le 21 mars chez les « marines syriens » à cause d'un tir fratricide russe.
Un officier des forces spéciales russes, nommé Alexandre Prokhorenko, chargé du pointage de cibles, est tué le 24 mars. Selon l'armée russe, il aurait été tué par une frappe russe après avoir indiqué sa propre position alors qu'il s'était retrouvé encerclé par des combattants de l'EI,,,,.
Du côté des civils, environ 20 habitants auraient été tués par des tirs de missiles Grad, du 21 au 24 mars, selon la Coordination rebelle de Palmyre.

## Conséquences

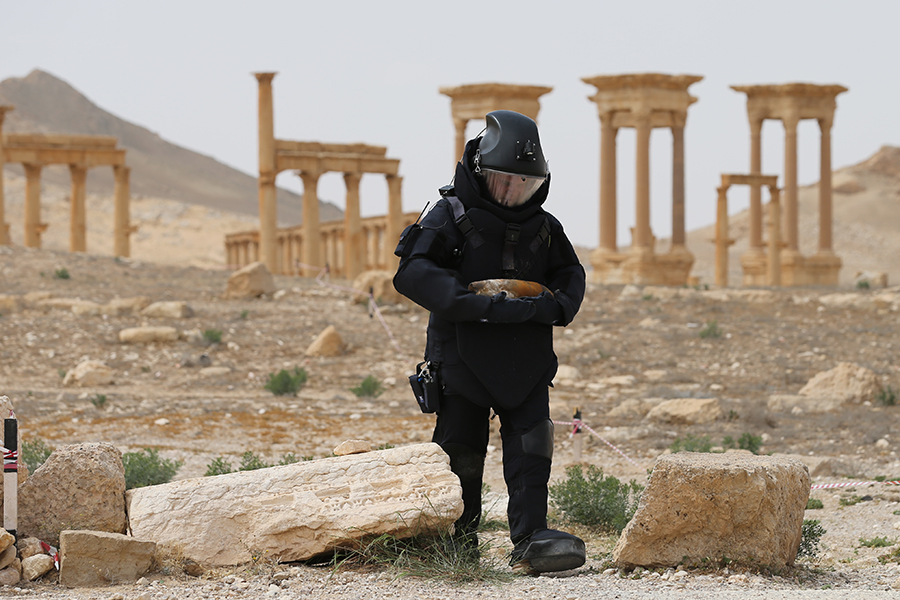
Un démineur de l'armée russe sur le site de Palmyre, le 7 avril 2016.

La reprise de Palmyre et de ses ruines antiques est saluée le 24 mars par Irina Bokova, directrice générale de l'UNESCO et le 27 mars par Ban Ki-moon, le secrétaire-général de l'ONU,. Bien que la reconquête de Palmyre n'eût pas été possible sans le soutien de l'Iran et de la Russie, cette bataille est pour le régime syrien sa première grande victoire militaire contre l'État islamique. Pour Bachar el-Assad la victoire est également politique, alors que les négociations se poursuivent à Genève elle lui permet de se présenter aux yeux de la communauté internationale comme le « libérateur » de Palmyre et comme un rempart contre l'État islamique,,,.

## État des ruines antiques
Le site antique a été miné et partiellement détruit pendant l'occupation djihadiste. Une centaine de militaires russes est envoyée sur place pour désamorcer les engins explosifs, au nombre de 4 500 selon le gouverneur de Palmyre.

## Suites

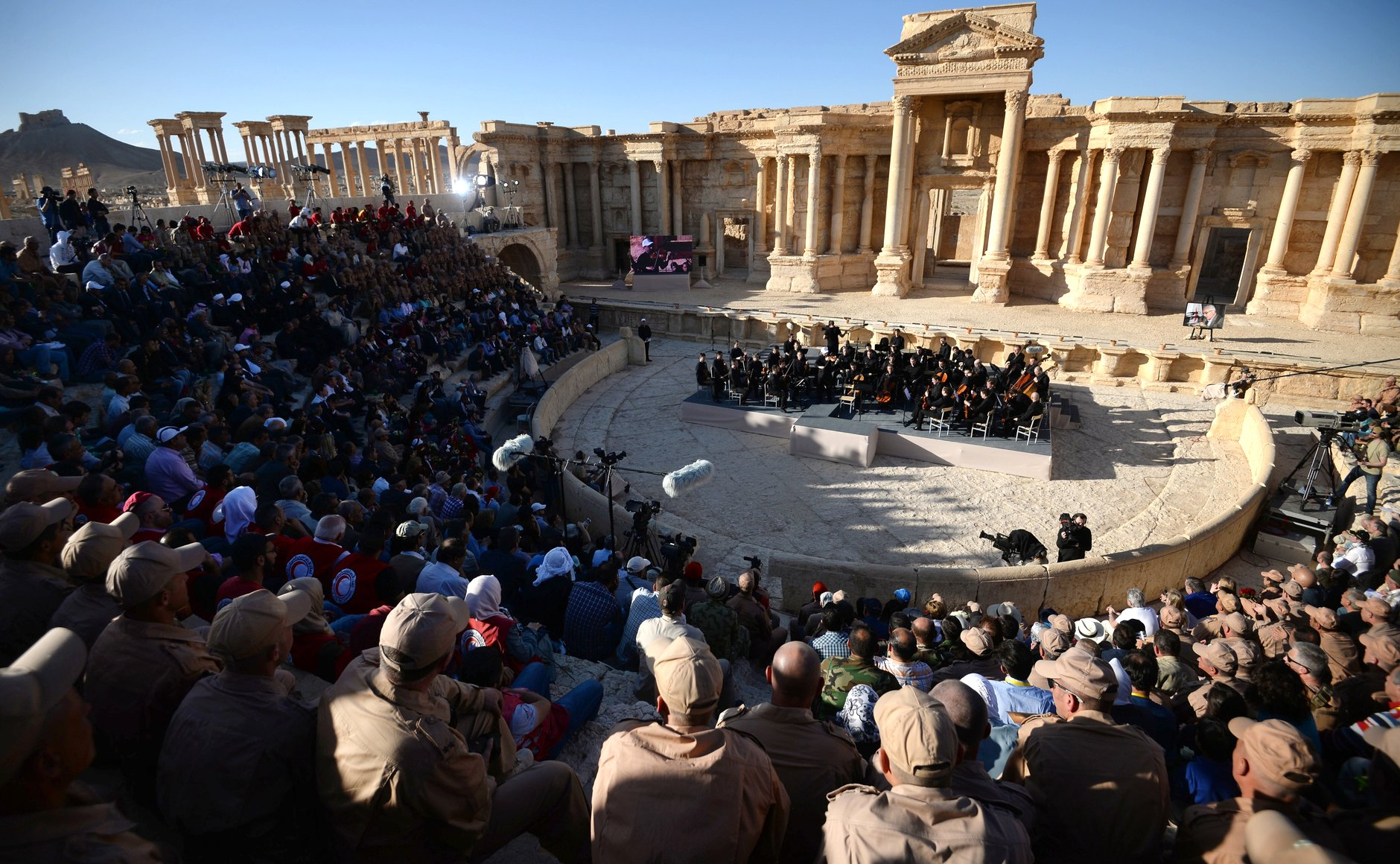
Concert organisé par la Russie dans le théâtre romain de Palmyre, le 5 mai 2016.

Le 5 mai 2016, un concert intitulé « Prière pour Palmyre, la musique redonne vie aux murs antiques » est organisé par la Russie pour célébrer la reconquête de la cité antique. L'orchestre du Mariinsky dirigé par Valeri Guerguiev joue du Bach (chaconne, 2e partita), du Prokofiev et du Chtchedrine, avec la participation du violoncelliste Roldouguine. L'assistance est de quatre cents personnes, composée d'une délégation de l'UNESCO, de soldats syriens, irakiens et russes, de dignitaires locaux et des habitants des environs. Il est retransmis en direct à la télévision syrienne et à la télévision russe.
Le 10 mai 2016, l'État islamique mène une attaque à l'ouest de Palmyre et parvient à couper la route principale de Homs. Palmyre se retrouve alors isolée et selon l'OSDH encerclée de tous les côtés sauf au sud-ouest. Les djihadistes sont à 40 km à l'ouest de la ville, à 25 km à l'est, à 10 km au nord et à 12 km au sud,. Le 8 juillet, un hélicoptère syrien est abattu par l'EI et deux pilotes russes sont tués. Le 12 juillet, les djihadistes parviennent pour la première fois à mener une incursion jusque dans la ville de Tadmor. Cependant l'attaque échoue, les assaillants sont tués, ainsi que cinq soldats
Le 14 septembre 2016, le général Viktor Poznikhir, un responsable de l'état-major russe, déclare qu'une attaque de l'État islamique a été repoussée à Palmyre, 250 djihadistes tués et 15 pick-ups détruits.

### Cartographie
- « Carte de The Institute for the Study of War ».

### Vidéographie
- France 24, « Point sur les opérations contre le groupe État islamique à Palmyre, Syrie, et Mossoul, Irak » [vidéo], sur youtube, 25 mars 2016.
- (en) Middle East Eye, « IS video claims to show group still in control of Palmyra » [vidéo], sur middleeasteye, 25 mars 2016.
- « Syrie : l'État islamique a perdu Palmyre » [vidéo], Francetv info, 26 mars 2016.
- (en) « Battle for Palmyra rages between ISIS and Assad's Syrian army ... » [vidéo], Daily Mail, 26 mars 2016.
- « Combats à Palmyre » [vidéo], sur youtube, 26 mars 2016, arabe : الاعلام الحربي المركزي
- « Palmyre : de nombreux vestiges sont presque intacts, la cité antique "redeviendra comme avant" »(Archive.org • Wikiwix • Archive.is • Google • Que faire ?) [vidéo], TF1 avec AFP, 27 mars 2016.
- « La bataille de Palmyre » [vidéo], sur youtube, 27 mars 2016.
- « Syrie : trois questions pour comprendre la reprise de Palmyre » [vidéo], Le Monde, 28 mars 2016.

### Témoignages
- Bernard Genies, « Syrie : trois questions pour comprendre la reprise de Palmyre », L'Obs, 9 avril 2016.